# Heim- und Erzieher-Zeitschrift
Bei der HEZ handelt es sich um eine alternative Pädagogik-Zeitschrift, die seit 1972 in West-Berlin als HEZ Heim und Erzieher Zeitschrift (bis 1978 in der DNB archiviert) DIN-A-4-geheftet erschienen ist, danach in neuer Optik vom heilpädagogischen Heim „Haus Tegeler See“ aus herauskam bis schließlich 1990 Hans-Ullrich Krause vom Kinderheim Hohenschönhausen Herausgeber des Periodikums wurde. Der neue Name lautet HEZ HeimerzieherInnen Zeitschrift. Seit 2013 hat die HEZ eine Internetpräsenz, auf der nach und nach alle Artikel frei verfügbar eingestellt werden.

## Themen und Ziele
Die westdeutsche Kampagne gegen menschlich unzumutbare Lebensbedingungen in den Heimen der Republik begann gegen Ende der 1960er Jahre. Damals fanden sich engagierte „Jugendpfleger“, Studenten und auch „Zöglinge“, um radikal Kritik an den Heimleitern und Trägern der Häuser zu üben. Zu den Aktiven dieser Bewegung und zu den HEZ-Machern gehörte unter anderem Manfred Rabatsch. Als ein Organ dieser Bewegung entstand die HEZ. Abgedruckt wurden Erfahrungsberichte und harsche Angriffe. Erzieher hatten endlich ein Sprachrohr gefunden. Zeitschriften wie die Diakonische Sozialpädagogik erschienen ihnen zu affirmativ. In der Zeitschrift B:E Betrifft Erziehung wurden Sozialisationsdebatten zu breit und abwägend dargelegt. Konkurrenz machte aber schon früh die Zeitschrift soziale arbeit. In den Jugendämter las man mit spitzen Fingern oder unter dem Tisch die teilweise heftige Kritik der HEZ an den Verhältnissen in der Verwaltung. Höhepunkt der außerbürokratischen Kampagne war das „Umkippen“ des Jugendhilfetags in Köln 1978, an dem HEZ-Macher und Autoren wie Manfred Kappeler aktiv beteiligt waren.
Die HEZ übernahm fortan Aufgaben der Konzeptdiskussionen in den 1980ern. Allerdings gesellten sich parallel weitere Fachzeitschriften wie ab 1991 die Jugendhilfe, die nicht minder zeitgemäß Fragen der Fremdunterbringung in Deutschland diskutierte. Für einige Jahre musste die HEZ ihr Erscheinen einstellen. 
Ein Wiederaufleben resultierte aus der Fachtagung „Deutsch-Deutsche Positionen“ 1990 in Berlin. Peter Widermann und Hans-Ullrich Krause fassten ins Auge, die HEZ wieder zu beleben. Eine kleine Redaktionsgruppe aus den beiden sowie Margit Müller, Hans Potswadowski, Karlheinz Thimm, Henning Thill, Ulrike Herr und Hans Leitner nahm die Arbeit auf. Anfänglich drehten sich die Themen vor allem um Ost-West Fragen im Hinblick auf Heimerziehung, später dann um die Heimerziehung allgemein. Ab Mitte der 1990er wurden Themen wie Heimerziehung und Schule, Heimerziehung und Psychiatrie sowie weitere behandelt.

## Kooperationen
Zusammenhänge zwischen der Regionalgruppe Berlin der IGFH und der HEZ bewirkten, dass die HEZ eine Berliner Fachzeitschrift darstellt. Die Macher sind ehrenamtliche Akteure. Fünf Einrichtungen der Erzieherischen Hilfen sind Paten. Es gibt eine Zusammenarbeit mit der Referenten in der Berliner Senatsverwaltung für Jugend und mit der Alice-Salomon-Hochschule.

## Redaktionssitz
Die Redaktionen und Redaktions-Standorte der HEZ wechselten; für einige Zeit war das zentralverwaltete Kinder- und Jugendheim „Haus Tegeler See“ für die Zeitschrift tätig, mit Hans Podzwadowski, später gab „Pro Max“ sie heraus. Autoren in dieser Phase waren z. B. der „Antipädagoge“ Heinrich Kupffer oder der Berliner Jugendhilfe-Coach Manfred Günther. 
Seit Mitte der 1990er Jahre erscheint die DIN-A-5-Broschur über das Kinderheim Hohenschönhausen, Herausgeber ist der IGfH-Vorstand Hans-Ullrich Krause. 2010 wurde das Konzept umgestellt: Kolleginnen außerhalb der Redaktion werden angefragt, ob sie die Verantwortung für die Zusammenstellung für ein Themenheft übernehmen wollen. So entstanden Themenhefte wie „Abenteuerpädagogik“ und „Pflegekinder“. 
Die Auflage beträgt 300. Es erscheinen jährlich 5 Hefte. 